# Sylt

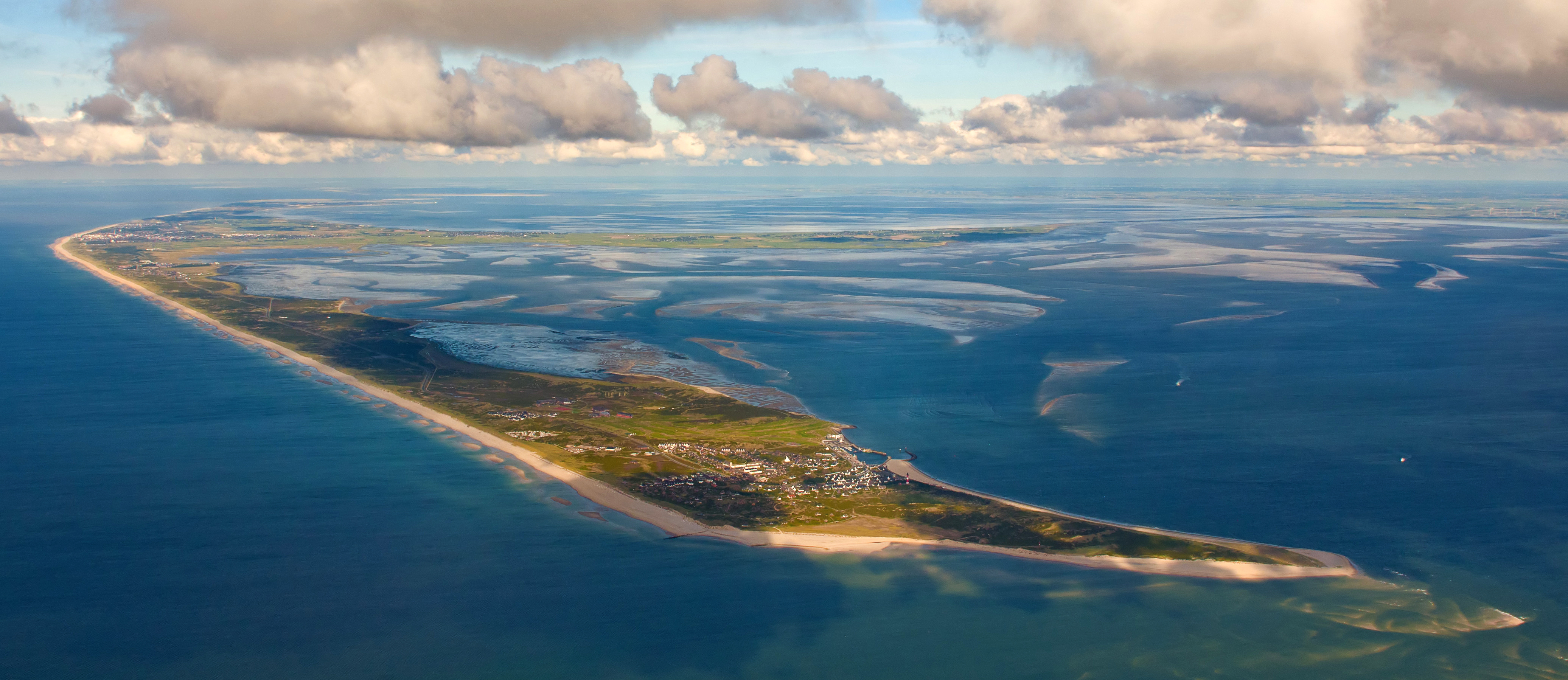

Sylt (phát âm tiếng Đức: [ˈzʏlt]; tiếng Đan Mạch: Sild) là một hòn đảo ở phía bắc nước Đức. Đảo là một phần của quận Nordfriesland, bang Schleswig-Holstein và được biết đến với hình dạng và bờ biển đặc biệt. Đảo thuộc quần đảo Bắc Frisia và là đảo lớn nhất tại Bắc Frisia. Đây là đảo cực bắc của nước Đức và có nhiều khu nghỉ dưỡng, đáng chú ý trong số này là Westerland, Kampen và Wenningstedt-Braderup, cùng với 40 km bãi biển. Từ năm 1927, Sylt được nối với đất liền bằng tuyến đường đắp cao Hindenburgdamm.
Với diện tích 99,14 km², Sylt là hòn đảo lớn thứ tư của Đức và là đảo lớn nhất của Đức tại biển Bắc. Sylt nằm cách đại lục từ 9 đến 16 km. Đông nam của Sylt là các đảo Föhr và Amrum, phía bắc là hòn đảo Rømø của Đan Mạch. Đảo Sylt trải dài 38 km theo chiều bắc-nam và ở đỉnh phía bắc Königshafen thì chỉ rộng 320 m. Bề ngang rộng nhất của đảo, từ thị trấn Westerland ở phía tây đến phía đông Nössespitze gần Morsum, là 12,6 km. Có một bãi biển dài 40 km ở phía tây và tây bắc, phía đông của Sylt là biển Wadden, thuộc Vườn quốc gia biển Wadden Schleswig-Holstein và phần lớn trở nên khô cạn khi thủy triều xuống thấp.

#### Du lịch
Đảo có 20.852 dân cư (2010), nhưng trên 58.000 chỗ ngủ cho du khách, có khoảng 850.000 du khách mà ở lại đêm 6,71 triệu lần mỗi năm.
Đặc biệt là Sylt có nhiều quán hạng sang hơn nơi nào hết ở nước Đức so với dân số. Có 6 quán được ngôi sao Michelin, và 10 quán được ghi vào danh sách của Gault Millau. Sylt cũng là chỗ nuôi nhiều con Hàu ở Đức.